# Paul Pape
Paul Pape (Rochester, 17 luglio 1952) è un attore, animatore e doppiatore statunitense.

## Biografia
Ha fatto il suo debutto cinematografico a 25 anni con il film La febbre del sabato sera (1977).
Ha in seguito lavorato come doppiatore in alcuni film d'animazione e come animatore.
È sposato con Suzanne Angel.

## Filmografia parziale

### Attore
- La febbre del sabato sera (Saturday Night Fever), regia di John Badham (1977)

### Doppiatore
- Chicken Little - Amici per le penne (Chicken Little), regia di Mark Dindal (2005)
- Uno zoo in fuga (The Wild), regia di Steve "Spaz" Williams (2006)
- Bolt - Un eroe a quattro zampe (Bolt), regia di Chris Williams, Byron Howard (2008)
- Un amore all'improvviso (The Time Traveler's Wife), regia di Robert Schwentke (2009)

### Animatore
- Quando l'amore è magia - Serendipity (Serendipity), regia di Peter Chelsom (2001)
- Shrek 2, regia di Andrew Adamson, Kelly Asbury, Conrad Vernon (2004)
- Flightplan - Mistero in volo (Flightplan), regia di Robert Schwentke (2005)
- I Fantastici 4 e Silver Surfer (Fantastic Four: Rise of the Silver Surfer), regia di Tim Story (2007)